# QFS
QFS (Quick File System) — файловая система с открытым кодом от Sun Microsystems. Она тесно интегрирована с SAM (Storage and Archive Manager), поэтому часто называется SAM-QFS. SAM предоставляет функциональность иерархического управления носителями.

## Особенности
QFS поддерживает возможность управления томами, позволяя группировать несколько дисков в одну файловую систему. Метаданные могут храниться на отдельных дисках, что важно для быстрого поиска данных.

## История
SAM-QFS была разработана компанией LSC Inc, которую купила Sun в 2001. Sun открыла исходный код SAM-QFS в проекте OpenSolaris в марте 2008.